# Mercedes-Benz Classe M (Type 163)
Le Mercedes-Benz W 163 a été présenté pour la première fois sous le nom de Classe M au Salon international de l'automobile d'Amérique du Nord 1997 à Détroit, puis vendu aux États-Unis et au Canada à partir de septembre de la même année, et de mars 1998 sur le marché européen. Il fut ainsi cofondateur de la catégorie des Sport utility vehicles, après les Chevrolet Suburban et Jeep Cherokee.
Bien que le modèle s’appelle « Classe M », les véhicules étaient vendus désignés par un numéro précédé du digramme « ML » (par exemple ML 270), afin d’éviter toute confusion avec les modèles dits BMW M.
Le W 163 a été construit jusqu’en 2005. Le modèle successeur (W 164) a été présenté en 2005 au Salon de Détroit. Le W 163 fournit la base technique du Ssangyong Rexton II relifté et du Ssangyong Rexton W relifté.

## Concept AA Vision

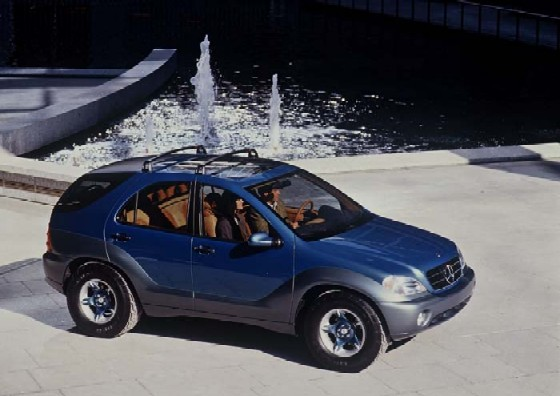
Concept AAV.

En janvier 1996, au Salon international de l’automobile d’Amérique du Nord, Mercedes a présenté le concept d’un véhicule toutes activités (All Activity Vehicle) sous le nom d’AA Vision, selon Daimler (aujourd’hui Mercedes-Benz Group) un véhicule utilitaire sportif avec un grand confort de conduite pour les clients exigeants,.

### Caractéristiques techniques
- Transmission intégrale à commande électronique (lancement dans le modèle de série en 1997 sous le nom de 4ETS)
- Design intérieur variable
- Deux toits ouvrants
- Système de navigation
- Téléphone de voiture avec haut-parleur

### Description
L’avant a des phares inclinés. La carrosserie est fonctionnelle, par exemple, les porte-à-faux courts à l’avant et à l’arrière permettent des angles d’approche prononcés en tout-terrain. La forme profilée aide à réduire la consommation de carburant et le bruit du vent. La carrosserie repose sur un châssis. L’AAV ou le Classe M sont orientés vers les loisirs. Un système de galerie de toit peut accueillir des vélos, des planches de surf ou des snowboards. Le pare-chocs arrière comprend un attelage rétractable. Le hayon du concept car porte le pneu de secours et des haut-parleurs de la marque Bose, qui peuvent être tournés pour écouter de la musique à l’extérieur de la voiture. L’intérieur est variable et offre un espace de rangement pour l’équipement supplémentaire et les bagages. L’étude est équipée de deux toits ouvrants, d’un système de navigation et d’un téléphone de voiture. Le téléphone est commandé via des boutons sur le volant et le microphone du système mains libres est situé dans le pare-soleil.
En plus de deux coussins gonflables de sécurité (« airbags ») frontaux, l’AA Vision dispose de deux airbags latéraux, de freins antiblocage et d’un correcteur électronique de trajectoire (ESP) ; le Classe M a donc été le premier SUV à disposer de l’ESP. La transmission intégrale permanente est nouvelle; elle est basée sur le soi-disant 4Matic de Mercedes et elle est contrôlée par une électronique qui détecte un manque d’adhérence sur une roue et répartit ainsi le couple sur les autres roues. Bien que ce système à quatre roues motrices permette une bonne mobilité hors route pour les applications hors route légères et modérées, il est essentiel de le manipuler pour une utilisation hors route complète. L’AA Vision a une suspension indépendante aux quatre roues.

## Production

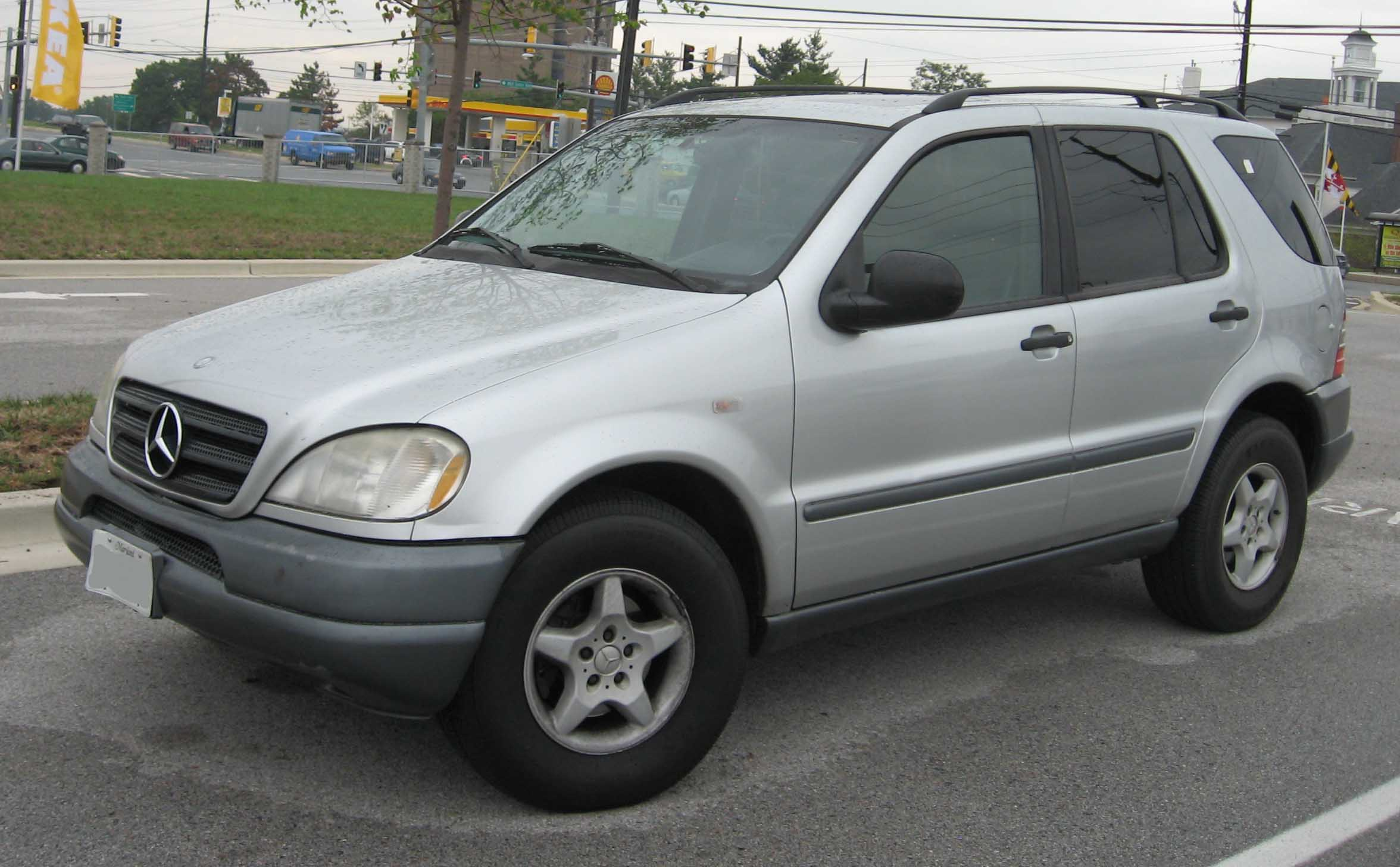
ML 320 en finition de base (1997-2001).

Comme ses successeurs, le W 163 était construit à l’usine Mercedes de Vance, dans le comté de Tuscaloosa, en Alabama. L’engagement en Alabama remonte à avant la fusion de Chrysler avec Mercedes-Benz. Au début de la production, les véhicules construits à l’usine de Vance souffraient de défauts de qualité auxquels Mercedes n’était pas habitué jusque-là; L’élimination de ces défauts annulait l’avantage des faibles coûts de production de l’usine. En 1998, par exemple, un petit lifting a été effectué. En raison de la forte demande pour le modèle et des défauts de qualité au début de la production en série, un nombre relativement restreint de véhicules ont également été fabriqués par Steyr-Puch à Graz, en Autriche. Ces véhicules n’étaient pas parfaits non plus, mais ils étaient de bien meilleure qualité que leurs homologues américains. Ce n’est qu’après le lifting de l’année modèle 2001/2002 que les véhicules américains ont pu rattraper ceux produits en Autriche.

## Lifting

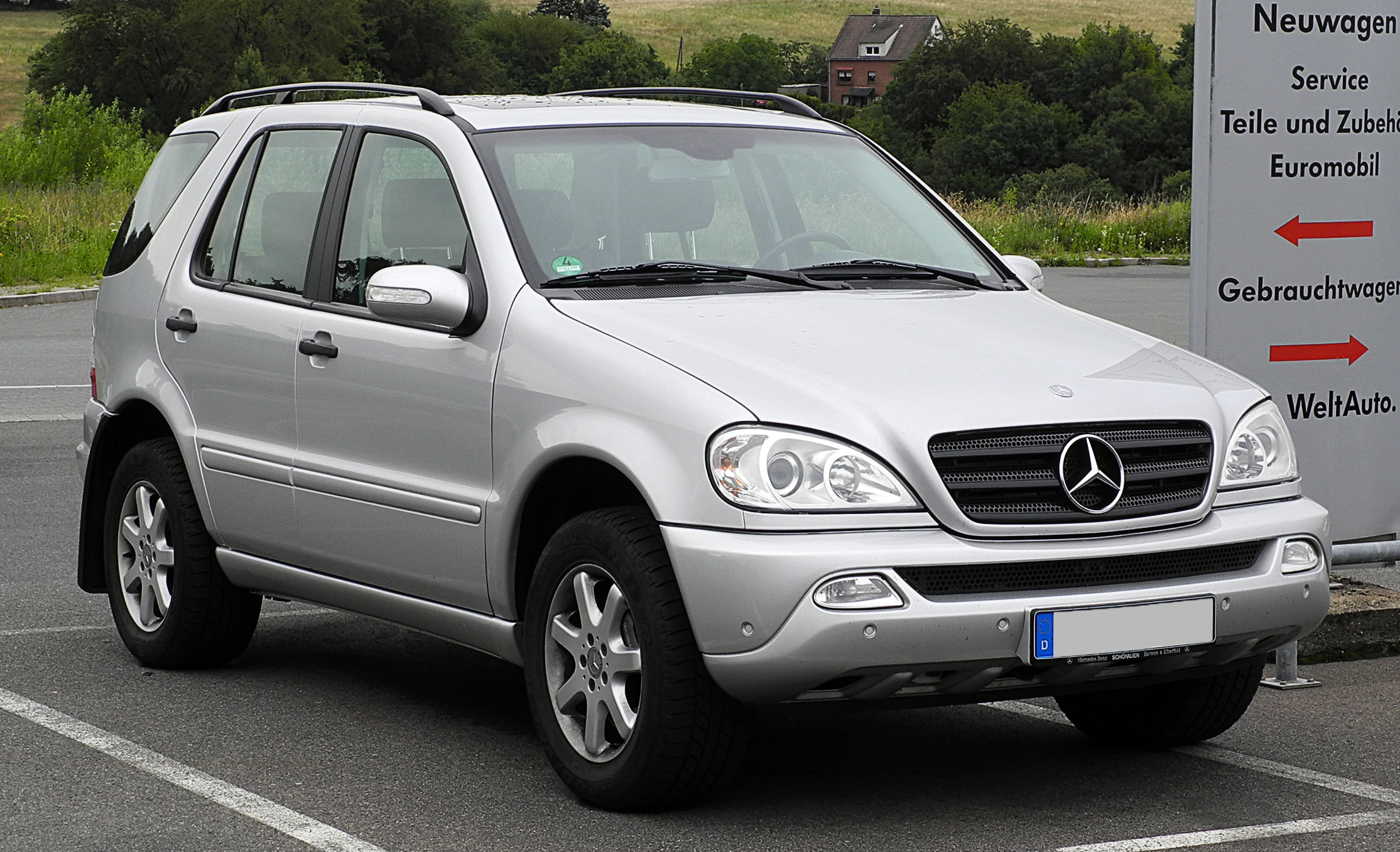
Classe M (2001-2005).
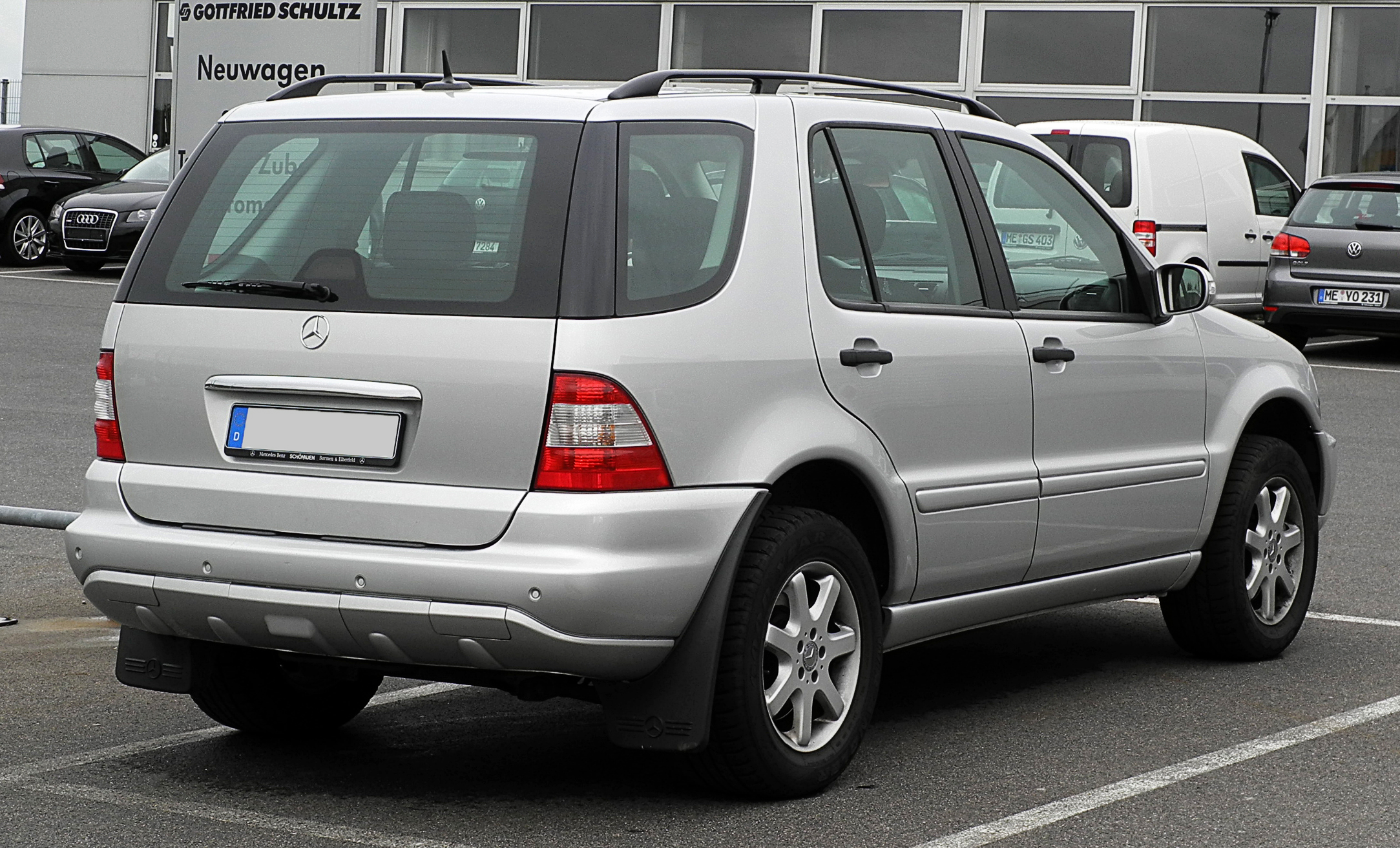
Vue arrière.

Pour l’année modèle 2002, le Classe M a subi un lifting complet. En raison des critiques considérables concernant la qualité initialement inférieure du W 163 depuis son introduction en 1997, celui-ci a également été considérablement amélioré depuis le lifting.
Avec le lifting, plus de 1100 composants ont été renouvelés; avec entre autres :
- Phares en verre clair avec phares à projection
- Les clignotants latéraux des ailes ont été intégrés dans les rétroviseurs extérieurs, comme sur d’autres modèles de Mercedes. Les clignotants des rétroviseurs extérieurs étaient conçus avec un aspect de verre clair
- Nouveaux feux arrière au look brillant
- Nouveau tablier avant avec phares antibrouillard en verre transparent
- Nouveau tablier arrière et nouvelles jupes latérales
- Bandes de pare-chocs peintes de couleur carrosserie
- Nouvelles jantes en alliage (maintenant de 17" au lieu de 16")
- Système de freinage plus grand
- Le réglage du 4ETS a changé
- Nouveau réglage du châssis
- Poignées de porte, calandre et baguettes chromés sur le ML 400 CDI et le ML 500 ainsi que sur l’Inspiration et le Final Edition.

Gamme de moteurs :
- ML 270 CDI avec 120 kW (163 ch) et 370 Nm (transmission manuelle) ou 400 Nm (transmission automatique)
- ML 350 avec 173 kW (235 ch) et 348 Nm (cylindrée de 3 724 cm³), disponible à partir de juillet 2002, anciennement ML 320
- ML 400 CDI avec 184 kW (250 ch) et 560 Nm
- ML 500 avec 215 kW (292 ch) et 440 Nm

Mise à niveau de l’intérieur grâce à des retouches thermiques (climatisation) et optiques avec un meilleur aspect des matériaux.

## Modèles spéciaux

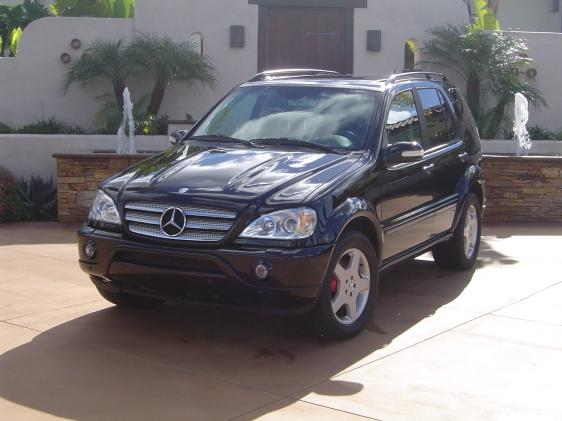
Modèle haut de gamme ML 55 AMG (2001-2005).

Les modèles spéciaux ont leur nom marqués au début de la barre de protection latérale, à l’instar des modèles Classic/Elegance/Avantgarde des berlines.

### Inspiration
Fin 2002, le modèle spécial limité Inspiration était vendu, qui se distinguait principalement par un style exclusif.
- Pneus de 17 pouces de large
- Peintures sélectionnables : Brillantsilber, Obsidianschwarz, Schwarz, Tansanitblau ou Travertinbeige
- Calandre avant et grille de ventilation peintes en argent (similaire au modèle AMG)
- Sièges sport à l’avant (du modèle AMG)
- Cuir Anthrazit avec surpiqûres décoratives Ziernähten
- Intérieur tout en cuir
- Combiné d’instrumentations avec anneaux chromés et aiguilles blanches
- Tapis de sol en velours avec le logo Inspiration
- Garnitures en peuplier Designo Schwarz
- Moulures avec le logo Inspiration

### Final Edition
.

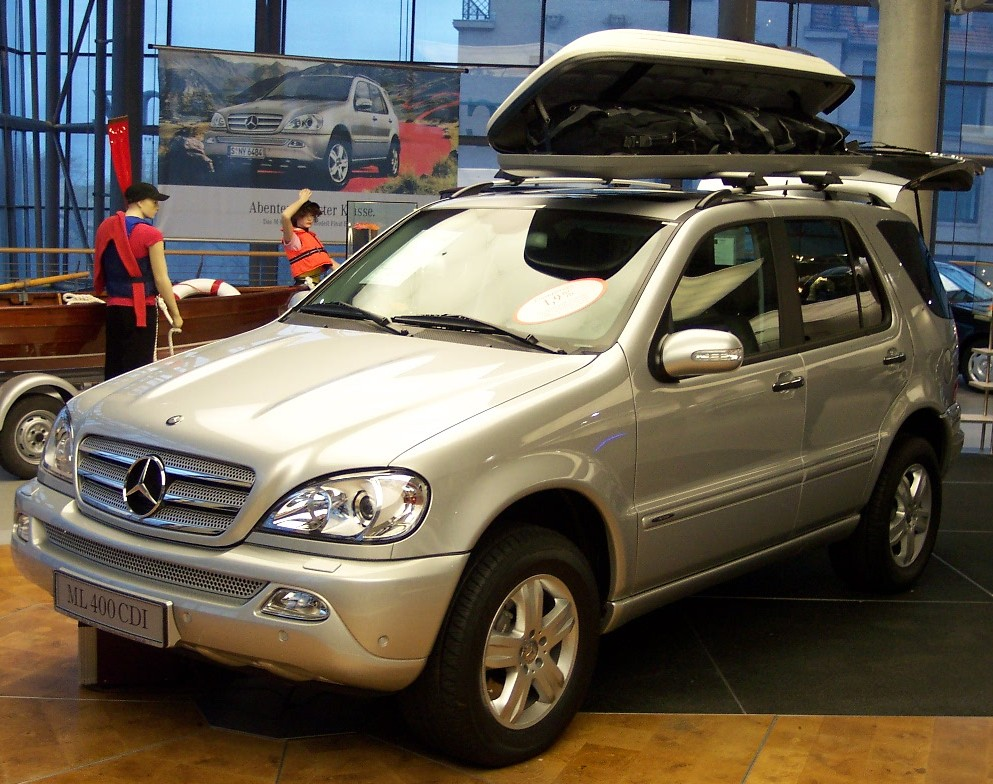
ML 400 CDI Final Edition

Au cours de la dernière année de production du Classe M, Mercedes a ajouté une nouvelle finition d’équipements optionnelle. L’équipement du Classe M Final Edition comprend :
- Feux arrière assombris
- Calandre peinte en argent avec inserts chromés
- Deux dômes de puissance sur le capot (comme sur le modèle AMG)
- Nouvelles jantes en alliage au design à cinq branches
- Barres de toit en aluminium
- Poignées de porte avec insert chromé
- Hayon avec baguette chromée
- Bandes de protection avec lettrage Final Edition
- Bandes de protection peinte de couleur carrosserie en option
- Finition de peinture Cubanitsilbermetallic sur demande
- Applications chromées supplémentaires et plus de cuir à l’intérieur
- Le groupe d’instrumentations a des anneaux chromés avec des aiguilles blanches
- Sièges sport en cuir avec Alcantara
- Applications en bois de bouleau avec un grain léger
- Tapis de sol en velours avec le logo Final Edition
- Chauffage des sièges
- Intérieur cuir

### Limited Edition
Le nombre de soi-disant ML Limited Edition construits est limité à 400.

## Divers

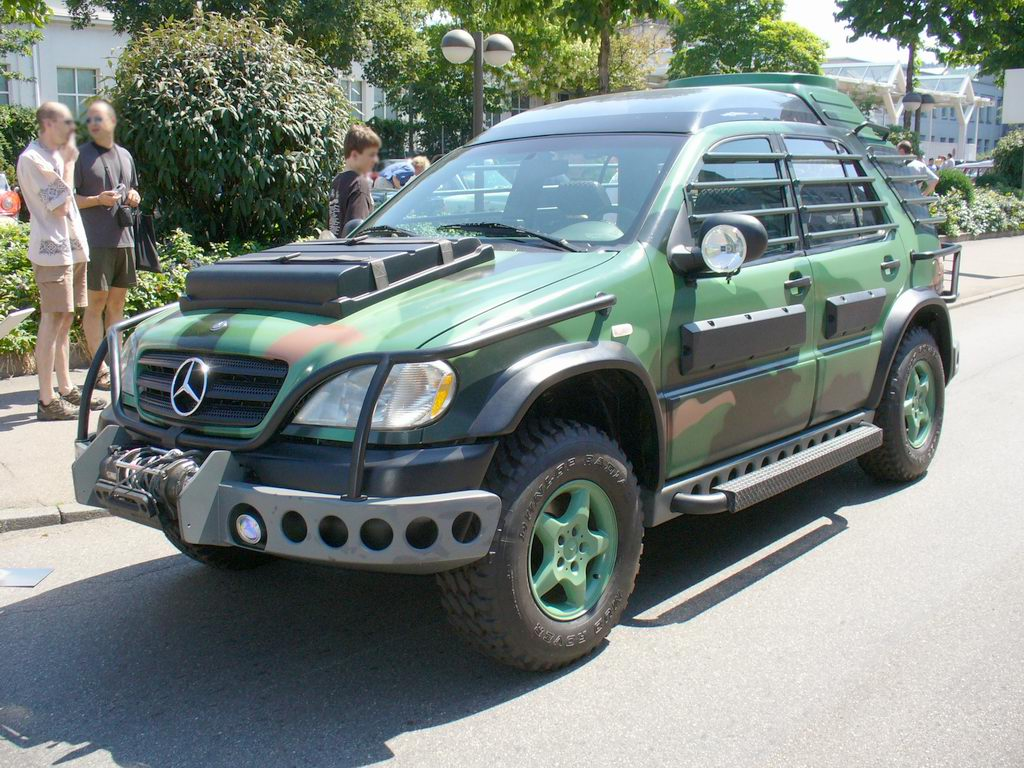
W 163 du film Le Monde perdu : Jurassic Park.
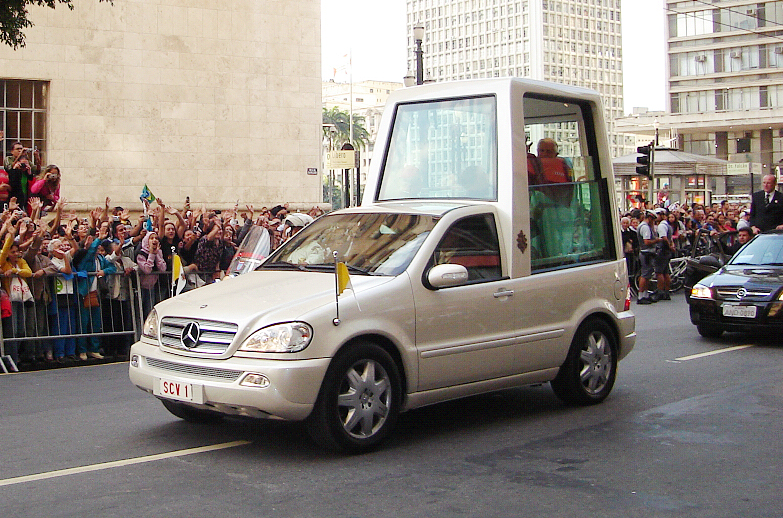
Papamobile.

La première grande apparition publique a eu lieu dans le film d’aventure Le Monde perdu : Jurassic Park de Steven Spielberg; Mercedes a utilisé ce placement de produit pour faire de la publicité et présenter le nouveau Mercedes Classe M. 
La papamobile (voiture du pape) était basée sur le W 163 relifté et était en service de 2002 jusqu’à fin 2012, date à laquelle elle a été remplacée par le nouveau Classe M.